# Дьони, Лоис
Лои́с Дьони́ (фр. Loïs Diony; 20 декабря 1992, Мон-де-Марсан, Франция) — французский футболист, нападающий клуба «Анже».

## Клубная карьера
Лоис Дьони начал заниматься футболом в родном городе. В 12 лет отправился в школу «Бордо», где провёл семь лет. Затем оказался в академии «Нанта». Сезон 2012/13 провёл в составе «канареек», а затем вернулся в родной «Стад Монтуа», где забил 9 мячей в 15 матчах первого круга и обратил на себя внимание нескольких профессиональных клубов. В их числе был «Дижон», где Дьони провёл два с половиной сезона. В последнем из них он забил 10 мячей в 35 играх Лиги 1, что помогло клубу сохранить прописку в высшем французском дивизионе.
7 июля 2017 года подписал четырёхлетний контракт с «Сент-Этьеном».